# Tell All the People
«Tell All The People» es una canción de The Doors, sencillo lanzado en mayo de 1969 junto con "Easy Ride", para su álbum The Soft Parade. Escrita por Robby Krieger.
Gracias a este tema, por primera vez se dividen los créditos individualmente, ya que este tema fue solo escrito por Robby Krieger, guitarrista de la banda, y Jim Morrison no quería que pensaran que él escribió este tema, ya que una parte de la canción, donde se decía "Get your guns" (Toma tus armas), no era de su agrado.
- Datos: Q2602909